# Ivan Živković
Ivan Živković "Žika" (Šibenik, 1982.), hrvatski novinar i televizijski redatelj, producent i scenarist dokumentarnih filmova. Snimio je film Ćiro, emitiran na Federalnoj televiziji Bosne i Hercegovine. Redatelj, scenarist i producent dokumentarnog filma Varoški amarcord.